# Pascal Décaillet
Pascal Décaillet, né le 20 juin 1958, est un journaliste, entrepreneur, animateur et producteur de radio et de télévision, travaillant notamment pour la chaîne de télévision Léman Bleu. 

## Biographie
Après ses premières années de journalisme à la rubrique nationale du Journal de Genève, il a été correspondant au Palais fédéral à Berne pour la Radio suisse romande puis chef de la rubrique nationale et producteur des trois grandes tranches de l'information de celle-ci soit Les Matinales, le 12h30, et Forum, durant 17 ans.
Depuis le 6 juin 2006, il est entrepreneur indépendant, responsable de son propre bureau de journalisme, "Pascal Décaillet Productions" ainsi que de l'agence "Decaprod", et produit ses propres émissions. Depuis le 4 septembre 2006, il travaille pour Léman Bleu en tant que producteur responsable de l'émission Genève à chaud, un débat politique quotidien. En 2002, il a reçu le "Prix Suisse des Médias" pour son reportage sur la tuerie de Nanterre. Il a été désigné "meilleur journaliste de Suisse romande", fin 2005, par un jury de professionnels, réuni chaque année par le Schweizer Journalist (de). En 2007, il a été désigné "journaliste de l'année" par le même jury. Pascal Décaillet a été plusieurs fois cité par le bimensuel économique Bilan (la dernière fois, en avril 2013) dans les "300 personnalités les plus influentes en Suisse"[réf. nécessaire].
Il est ou a été chroniqueur pour la revue jésuite Choisir, La Tribune de Genève, au Matin Dimanche (2005 à 2010), au Nouvelliste, au Giornale del Popolo et au bimensuel économique Bilan. 
Il tient depuis 2011 une chronique, L'Actu de Décaillet, dans le tout-ménage hebdomadaire genevois GHI.
Pascal Décaillet a produit et présenté, tous les dimanches soir en direct, l'émission politique Le Grand Oral, diffusée simultanément sur deux chaînes de télévision privées de Suisse romande, La Télé (cantons de Vaud et Fribourg) et Léman Bleu (canton de Genève). Depuis janvier 2013, il produit et présente, tous les dimanches soir, le Grand Genève à chaud, de 18 h à 19 h, sur Léman Bleu. Depuis février 2016, le journaliste Jérémy Seydoux présente hebdomadairement une émission intitulée Geneva Show, clin d'œil au rendez-vous politique de Pascal Décaillet.
Pascal Décaillet a enseigné les techniques d'écriture radio dans le studio de formation de son entreprise à Carouge et aux étudiants de l'université de Genève, dans le cadre du Master en Sciences de la communication et des médias[réf. nécessaire].
Pascal Décaillet construit sur son blog, une Histoire de l'Allemagne en 144 épisodes, de 1522 (traduction de la Bible par Luther) jusqu'à nos jours. 

## Positions
Pascal Décaillet défend des positions néo-conservatrices. Il se réclame d'une droite nationale, non-atlantiste, souverainiste, patriote, non-libérale, populaire et sociale.
Dans un post sur son blog, daté du 31 octobre 2022, il se positionne ouvertement en faveur de Jair Bolsonaro, Donald Trump et la première ministre italienne, issue du néo-fascisme, Giorgia Meloni.

## Publications
Chronique
- Coups de griffe, huit ans de chroniques au Nouvelliste. Publié en compagnie du philosophe François-Xavier Putallaz et du prêtre Nicolas Buttet. Éditions Saint-Augustin, avril 2006. 327 pages.

Préface
- Préface du livre de Jean Romain, Pour qui sonne le même, précédé de Accrocs, essais, éditions Xenia, Vevey, 2006[9]